# Räddningsstation Stockholm (sjöräddning)

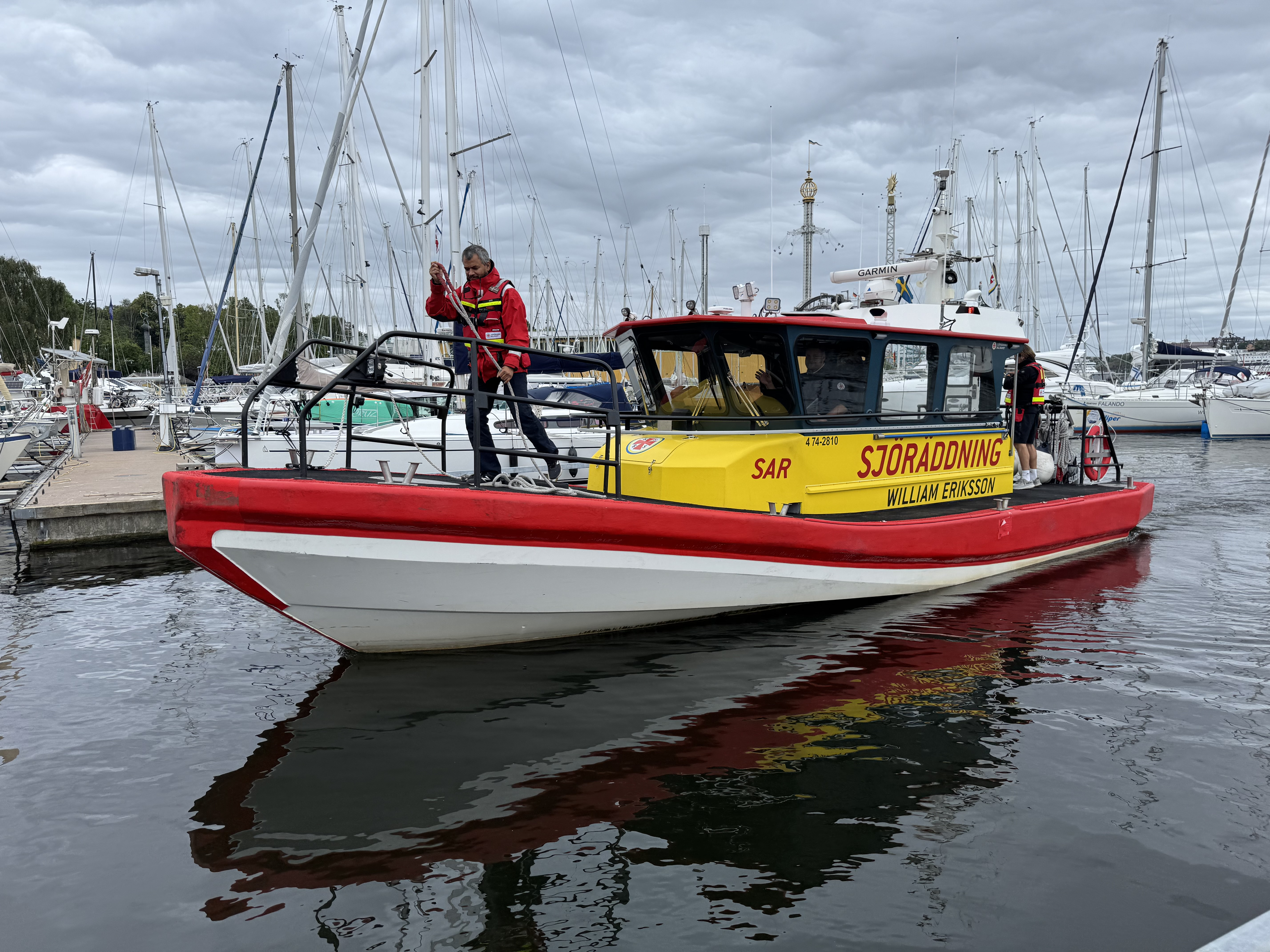
Rescue William Eriksson i Wasahamnen i Stockholm, 2025.

Räddningsstation Stockholm är en av Sjöräddningssällskapets räddningsstationer. 
Räddningsstation Stockholm har bryggor dels vid Hammarbyslussen på Södermalm i Stockholm, dels i Österskär. Den inrättades 2000 och har ett 60-tal frivilliga sjöräddare. Räddningsstation Stockholm har ett flytande stationshus, som invigdes den 14 augusti 2019 av Prins Carl Philip.Det 18 meter långa och sex meter breda, ombyggda huset var tidigare "eventbåt" vid namnet ”Sea Lounge / Sea Eagle”.

## Räddningsfarkoster
- 11-06 Rescue Rebecka af Odd Fellow, ett 11,5 meter långt täckt räddningsfartyg av Postkodlotterietklass, byggd 2016
- William Eriksson, ett 11,5 meter långt täckt räddningsfartyg av Postkodlotterietklass, byggd 2022
- Rescue Kreab, en 8,4 meter lång öppen räddningsbåt av Gunnel Larssonklass, byggd 1999
- Rescue Sten & Laila, en 8,4 meter lång öppen räddningsbåt av Gunnel Larssonklass, byggd 2021
- Rescuerunner Volvo Penta, byggd 2020
- Rescuerunner Björn Sjökvist, byggd 2019
- Miljöräddningssläp Stockholm (Hammarbyslussen)

## Tidigare räddningsfarkoster
- 8-30 Rescue Pantamera, en 8,4 meter lång öppen räddningsbåt av Gunnel Larssonklass, byggd 2013
- 3-22 Rescuerunner F&B 2
- 3-56 Rescuerunner Hugo Tiberg, byggd 2016.
- Rescue Österskär

## Bildgalleri

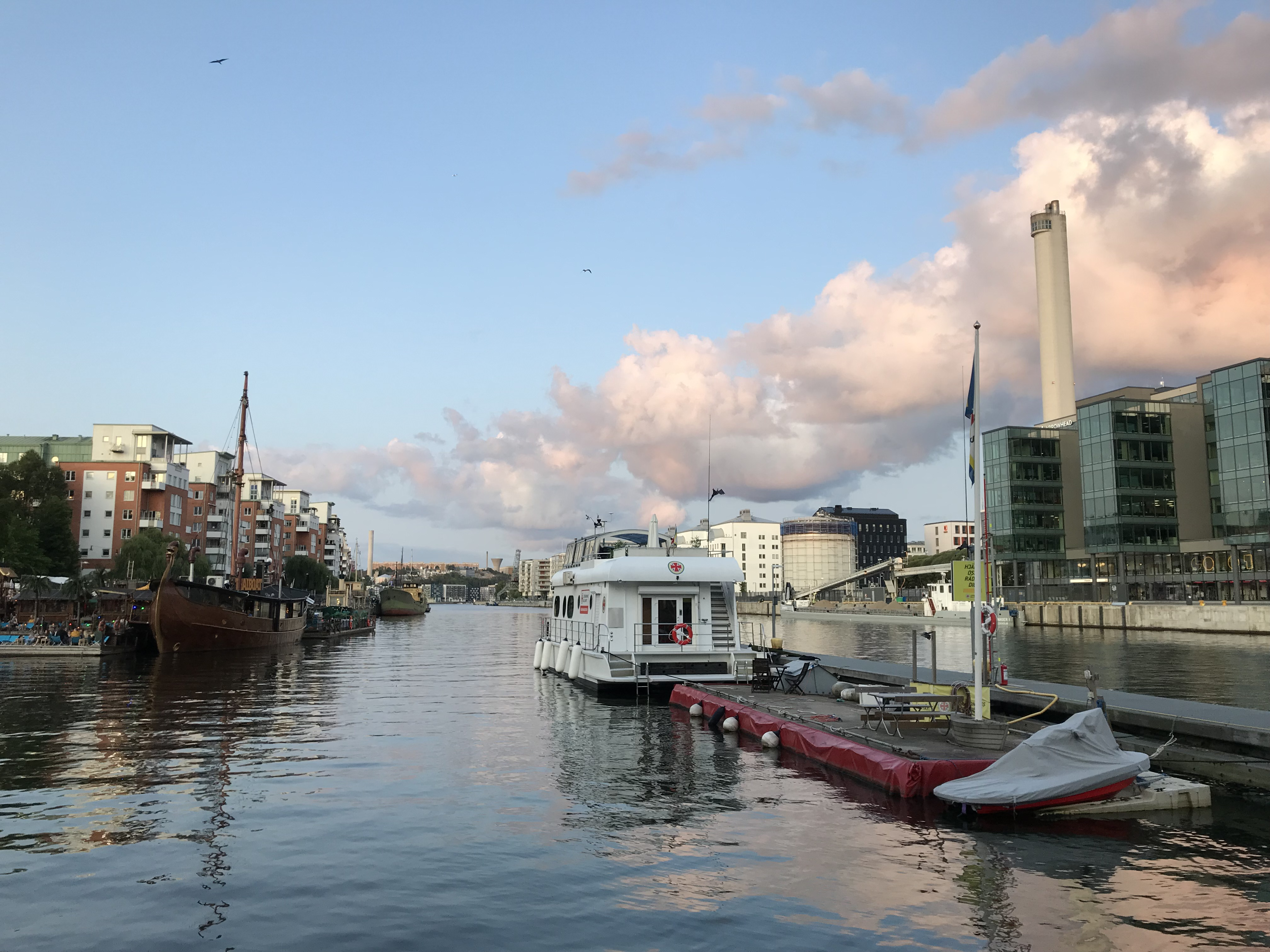
Hammarbykanalen med Räddningsstation Stockholm
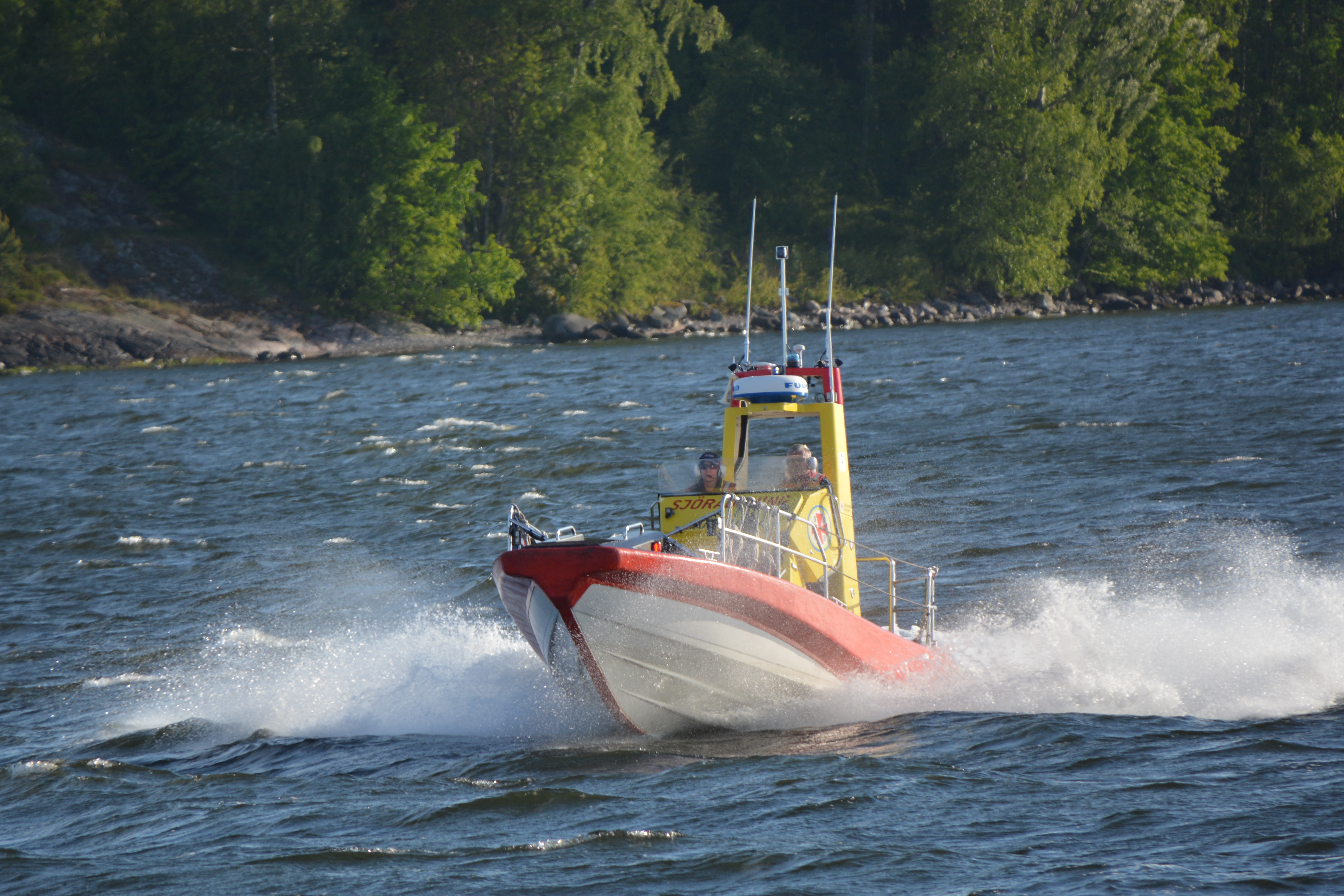
Rescue Pantamera under utryckning
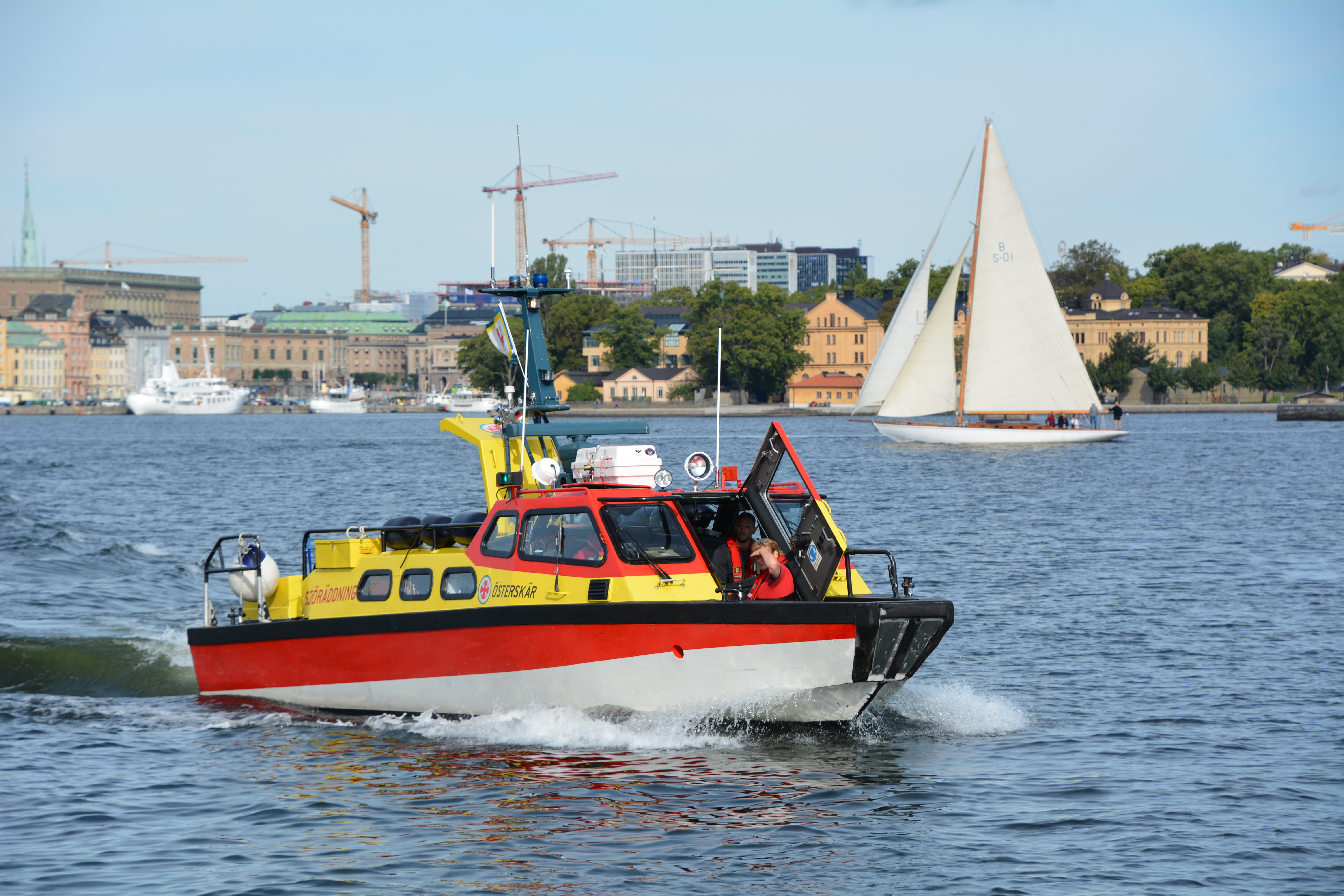
Rescue Österskär utanför Skeppsholmen